# Azizulhasni Awang
Mohd Azizulhasni B. Awang (nascido em 5 de janeiro de 1988, em Dungun) é um ciclista profissional malaico. É especialista em ciclismo de pista.